# Akwa (Sprache)
Akwa ist eine Bantusprache und wird von circa 24.100 Menschen in der Republik Kongo gesprochen. Sie ist im Departement Cuvette verbreitet.

## Klassifikation
Akwa bildet mit den Sprachen Koyo, Likuba, Likwala, Mboko und Mbosi die Mbosi-Gruppe und gehört zur Guthrie-Zone C30.